# Taterillus petteri
Taterillus petteri é uma espécie de roedor da família Muridae.
Pode ser encontrada nos seguintes países: Burkina Faso, Mali e Níger.
Os seus habitats naturais são: savanas áridas, matagal árido tropical ou subtropical, terras aráveis e jardins rurais.